# Nyctiophylax antenor
Nyctiophylax antenor är en nattsländeart som beskrevs av Malicky 1997. Nyctiophylax antenor ingår i släktet Nyctiophylax och familjen fångstnätnattsländor. Inga underarter finns listade i Catalogue of Life.